# Rivulus
Rivulus – rodzaj ryb karpieńcokształtnych z rodziny strumieniakowatych (Rivulidae).

## Klasyfikacja
Gatunki zaliczane do tego rodzaju:
- Rivulus cylindraceus – strumieniak kubański[3]
- Rivulus formonensis
- Rivulus insulaepinorum
- Rivulus roloffi
- Rivulus staecki